# Desi Arnaz Jr.
Desiderio Alberto Arnaz, IV (ur. 19 stycznia 1953 w Los Angeles) – amerykański aktor filmowy i telewizyjny oraz muzyk.
Ma kubańskie korzenie; jest synem Lucille Ball i Desi Arnaza. Za rolę w Red Sky at Morning (1971) został laureatem Złotego Globu w kategorii najbardziej obiecujący aktor.

## Wybrana filmografia

### Filmy fabularne
- 1974: Billy Dwa Kapelusze jako Billy Dwa Kapelusze
- 1978: Dzień weselny jako Dino Sloan Corelli
- 1992: Królowie mambo jako Desi Arnaz Sr.

### Seriale TV
- 1976: Ulice San Francisco jako B. J. Palmer
- 1978: Statek miłości (The Love Boat) jako Steve Hollis
- 1987: Matlock jako Michael Porter